# Hans Riedl (Segler)
Hans Riedl (* 1911 in Wien; † nach 1932) war ein österreichischer Segler.

## Karriere
Riedl nahm an den Olympischen Sommerspielen 1932 in Los Angeles teil. In der Bootsklasse Snowbird belegte er den zehnten Rang. Er startete für den UYC Mattsee, Salzburg.